# 网展
网展，就是网上展销的简称。它不同于网上展览会、博览会、网上购物等概念。它们的区别在于网展是一种常年的网上贸易方式，而非临时的网上会务活动或购物活动。准确的说网展是b2b的一种分类，它是以品牌产品贸易为目标，通过让网商第一时间看到新品牌、新产品的网上贸易方式。

## 网展商
网展是古代路边易货贸易、城市的集市贸易、现代的展览会贸易的历史发展产物。特别是通过互联网将无数品牌产品无限地传播给世界各地的商人，开创了继“国际商品展览会”以后，又一个国际贸易历史性标志。从今日起，全球将有无数参展商将蜕变成网展商。他们将自己的商品通过网展方式推销到世界各地。

## 网展商大会
随着网展行业的发展，越来越多的商人都迫切希望了解和参加网展。为了推动网展事业的发展，一些网展网站会在其论坛上开设了专题，每个月举办一次网展商大会主题论坛，邀请各路网展商交流网展服务交流经验，网展宣传推广经验，实现网展的全球普及。

## 展吧
展吧就是网展的专业平台。它不同与一般b2b网站，也不同于实体展览会，它必须具备以下三项功能目标：
1. “看”，网购时，第一时间看清产品、看新品牌、看新产品；
2. “信”，革命性改变b2b第三方诚信认证方式，让展商主动出示展品商标，为网购提供终身信用承诺；
3. “免”，对每位有品牌、有新产品的企业一律实现不断的６天免费试展，有用再买政策。

## 网上展厅
环球展会
商务展会 （页面存档备份，存于）
迎商网